# Interreg
Interreg – inicjatywa wspólnotowa, której głównym celem jest dążenie do tego, aby granice państwowe nie stanowiły przeszkody dla zrównoważonego rozwoju oraz integracji europejskiej, a możliwa współpraca wzmacniała spójność społeczno-gospodarczą. W latach 2000–2004 działała Interreg III, a od 2004 działa Interreg IV. Inicjatywa Wspólnotowa Interreg składa się z następujących komponentów:
- Komponent A – służy wspieraniu i promocji zintegrowanego rozwoju regionalnego na obszarze sąsiadujących ze sobą regionów przygranicznych, włączając w to regiony na granicach zewnętrznych oraz przy niektórych granicach morskich.
- Komponent B – ma na celu wspieranie współpracy międzynarodowej między władzami regionalnymi i krajowymi, w ramach dużych regionów paneuropejskich, mającej na celu zrównoważony i skoordynowany rozwój przestrzenny.
- Komponent C – finansujący współpracę międzyregionalną w skali europejskiej obejmującą między innymi wymianę informacji doświadczeń dotyczących rozwoju regionalnego oraz polityki spójności.

## Finansowanie
Inicjatywa Wspólnotowa Interreg III jest finansowana przez Europejski Fundusz Rozwoju Regionalnego. Zgodnie z zapisami Narodowego Planu Rozwoju na lata 2004–2006 całkowita alokacja przeznaczona na realizację Inicjatywy Wspólnotowej Interreg III wynosi ok. 221,6 mln euro. Finansowanie odpowiednich komponentów przedstawia się następująco:
- na komponent A przeznaczono 80% środków – 177 mln euro (2004 – 49,5 mln euro, 2005 – 56 mln euro, 2006 – 71,5 mln euro);
- na komponent B przeznaczono 14% środków – 31 mln euro;
- na komponent C przeznaczono 6% środków – 13,3 mln euro.

Budżet Interreg IV w 2006 roku to 7,8 mld euro.